# Kościół św. Jerzego w Cieszynie
Kościół św. Jerzego – świątynia pochodząca z przełomu XIV/XV w., znajdująca się w Cieszynie przy ulicy Liburnia 1. Pierwotnie była to kaplica przy przytułku, później kościół szpitalny.

## Historia
Zakłada się, że świątynia powstała w latach 1327-1404, kiedy to w Cieszynie panował książę Kazimierz I cieszyński. W jego godle był umieszczony złoty orzeł bez korony na niebieskim tle, podobny do tego, który jest widoczny w prezbiterium kościoła, a więc jeden z książąt każe tę świątynię wystawić. Kościół powstał poza średniowiecznymi murami miasta, na tzw. Frysztackim Przedmieściu, a w jego pobliżu powstał cmentarz datowany na rok 1472 i pierwszy cieszyński szpital dla chorych i ubogich. 
Kolejna wzmianka związana z Kościołem św. Jerzego dotyczy roku 1442, wtedy to kościół zaczął funkcjonować jako kościół filialny kościoła św. Marii Magdaleny. W tym czasie kościół  był poświęcony Krzyżowi Jezusa Chrystusa. W roku 1653  kościół szpitalny został na nowo konsekrowany, a w 1751 roku ufundowano dzwon do kościoła, który wraz z kolejnymi z lat  1826 i 1886 został przetopiony na cele wojenne.
W latach 1804–1805 do świątyni dobudowano nową wieżę po stronie zachodniej, a w latach 1840-1855 kościół przeszedł gruntowny remont. W roku 1882 strawił przykościelny przytułek i od tego czasu kościół, który był do tego czasu kościołem szpitalnym, stracił swą funkcję. W czasie zaborów msze święte były odprawiane jedynie okazjonalnie; w odpust św. Jerzego, w święto Matki Bożej Bolesnej oraz w Dni Krzyżowe i Dzień Zaduszny. Po kasacji zakonu jezuitów w 1773 roku w Cieszynie i na Śląsku Cieszyńskim zaczął dominować język czeski (co wiązało się m.in. z odprawianiem nabożeństw w tym języku). Jezuici czescy rozszerzyli kult św. Jana Nepomucena, co jest powiązane z ustawieniem figury świętego po prawej stronie od wejścia do kościoła.
Po I wojnie światowej kościołem opiekowali się niemieccy katolicy i w tym czasie odbywały się msze niedzielne święte w języku niemieckim. Na początku XX wieku został ufundowany kolejny dzwon kościelny, który został konsekrowany jesienią 1922.
W trakcie okupacji niemieckiej msze święte odbywają się jedynie z okazji odpustu na św. Jerzego i w święto Matki Bożej Bolesnej. W maju 1945 cofające się wojska niemieckie wysadziły pobliski most na Bobrówce. W wyniku eksplozji w kościele został zniszczone wszystkie witraże, zerwana część dachu i wystąpiło pęknięcie sklepienia. Remont kościoła nastąpił w latach 1950-1953 i był dozorowany przez proboszcza cieszyńskiego ks. Lichotę. W 1961 roku, w obawie przed wpływami Kościoła Narodowego rozpoczęto regularne niedzielne nabożeństwa. Latem 1973 w kościele odbył się remont kapitalny, gdyż już w roku kolejnym kościół obchodził jubileusz 550-lecia istnienia. Z tej okazji, w dniu 1 września 1974 roku odbył się uroczysta msza święta koncelebrowana przez ks. biskupa Józefa Kurpasa na mszy św. koncelebrowanej. W latach 2013–2014 konserwatorki Elżbieta Lach i Katarzyna Mrowiec przeprowadziły prace i badania, w wyniku których odkryto pod tynkami stare polichromie, przede wszystkim gotyckie przedstawienie w technice wapiennej Męczeństwa Dziesięciu Tysięcy na górze Ararat z Żywym Krzyżem (ściana północna nawy). Oprócz tego odkryto na południowej części ściany tęczowej wyobrażenie świętej w aureoli na cynobrowym tle z wicia roślinną, a w południowej części łuku tęczowego monochromatyczny ornament roślinny (szaro-niebieski) datowany na około początek XV wieku oraz przełom XVI i XVII wieku.

## Cmentarz
Do 1901 roku za kościołem znajdował się cmentarz, po którym obecnie pozostała jedynie część nagrobków. Pochowani na nim byli m.in. Karol Miarka i Paweł Stalmach.

## Architektura
Świątynia nosi cechy stylu gotyckiego. Jest murowana z cegły, jednonawowa, z jednoprzęsłowym zamkniętym trójbocznie prezbiterium przykrytym sklepieniem krzyżowo-żebrowym. W prezbiterium znajduje się też XVII-wieczne epitafium Anny Heinel – żony cieszyńskiego miedziorytnik oraz jego rodziny – fundacji Galena Heinela z inicjałami G.H.A.H. oraz nieznanymi herbami.

Do bryły kościoła, od strony zachodniej przylega czworoboczna wieża zbudowana w 1806 roku. Boczne drzwi prowadzące do zakrystii są zamknięte łukiem ostrym. W wejściu do zakrystii i wejściu do nawy (od południa) zachowały się gotyckie portale ostrołukowe oraz fragmenty gotyckiej polichromii z XV wieku na strychu ponad sklepieniem. W kluczu sklepienia znajduje się tarcza z godłem piastowskim. Nawa jest na rzucie zbliżonym do kwadratu, a rozglifione okna są ostrołukowe.

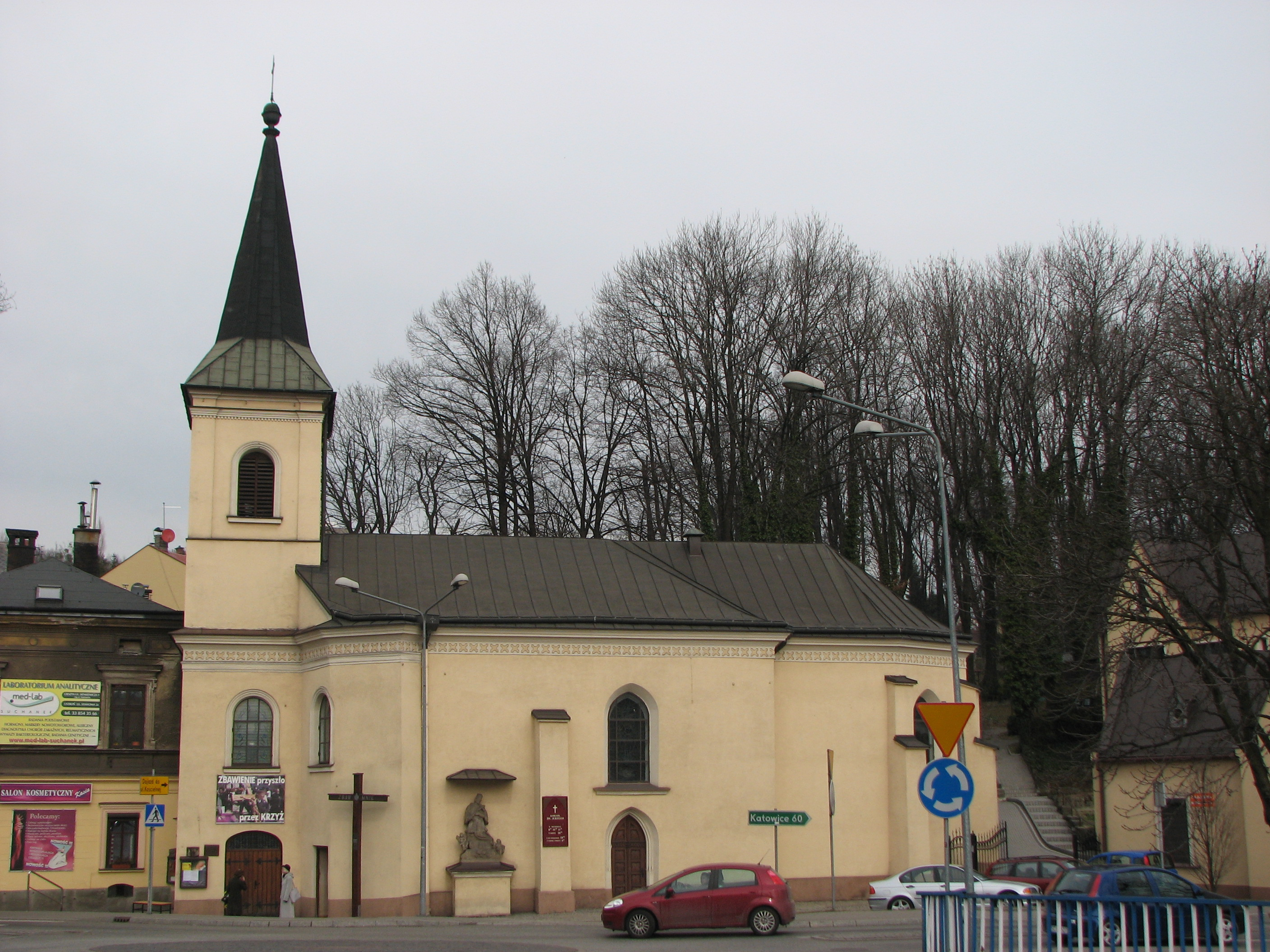
Widok z ul. Zamkowej
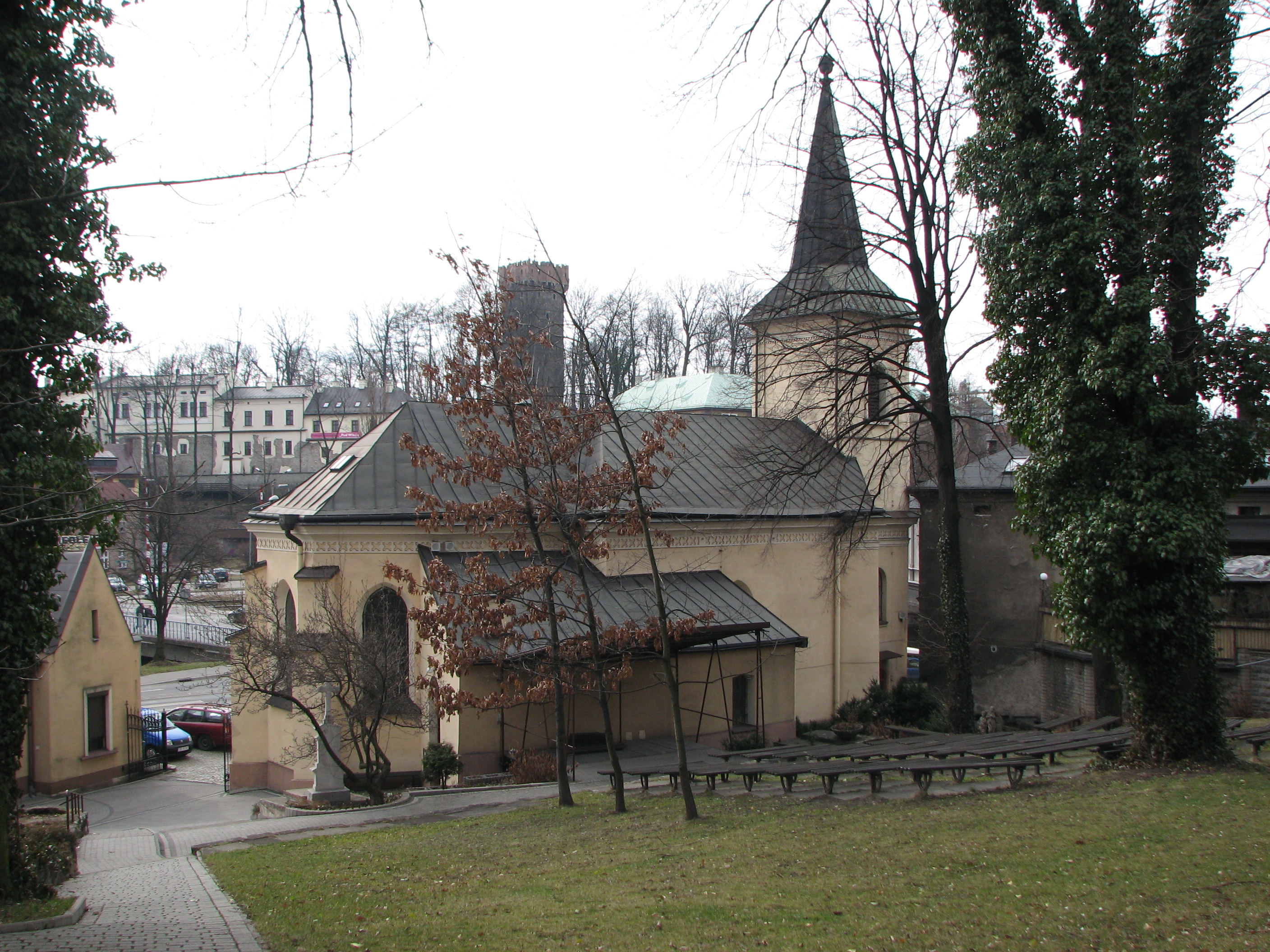
Widok z parku
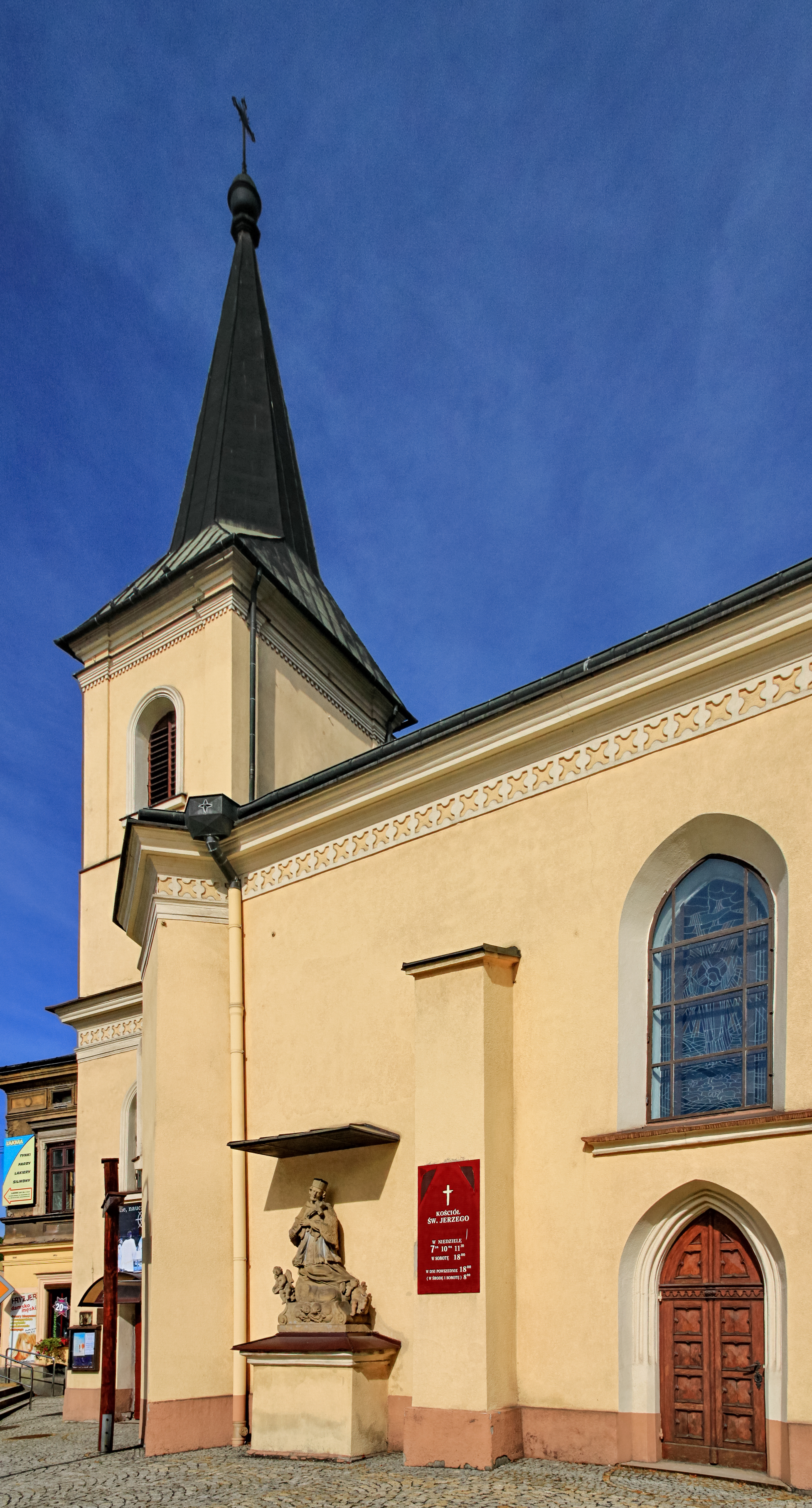
Wieża kościelna, figura św. Jana Nepomucena